# モンテマラーノ
モンテマラーノ（伊: Montemarano）は、イタリア共和国カンパニア州アヴェッリーノ県にある、人口約2,800人の基礎自治体（コムーネ）。

## 地理

### 位置・広がり

#### 隣接コムーネ
隣接するコムーネは以下の通り。
- カッサーノ・イルピーノ
- カステルフランチ
- カステルヴェーテレ・スル・カローレ
- モンテッラ
- ヌスコ
- パテルノーポリ
- ヴォルトゥラーラ・イルピーナ